# Custer City (Oklahoma)
Custer City es un pueblo ubicado en el condado de Custer en el estado estadounidense de Oklahoma. En el año 2010 tenía una población de 375 habitantes y una densidad poblacional de 234,38 personas por km².

## Geografía
Custer City se encuentra ubicado en las coordenadas 35°39′56″N 98°53′06″O / 35.665478, -98.885067.

## Demografía
Según la Oficina del Censo en 2000 los ingresos medios por hogar en la localidad eran de $30,500 y los ingresos medios por familia eran $39,000. Los hombres tenían unos ingresos medios de $33,571 frente a los $13,409 para las mujeres. La renta per cápita para la localidad era de $15,165. Alrededor del 27.1% de la población estaban por debajo del umbral de pobreza.